# Caterpillar Burnie International 2023 - Doppio maschile
Harri Heliövaara e Sem Verbeek erano i detentori del titolo ma hanno deciso di non partecipare al torneo.
In finale Marc Polmans e Max Purcell hanno sconfitto Luke Saville e Tristan Schoolkate con il punteggio di 7–6(4), 6–4.

## Teste di serie
1. Luke Saville /  Tristan Schoolkate (finale)
2. Marc Polmans /  Max Purcell (campioni)

1. Calum Puttergill /  Dane Sweeny (quarti di finale)
2. Shinji Hazawa /  Yuta Shimizu (semifinale)

## Protected Ranking
1. Jake Delaney /  Jeremy Jin (primo turno)

## Tabellone

### Legenda
| - Q = Qualificato - WC = Wild card - LL = Lucky loser | - ALT = Alternate - SE = Special Exempt - PR = Protected Ranking | - w/o = Walkover - r = Ritirato - d = Squalificato |

|  | Primo turno | Primo turno            | Primo turno            | Primo turno | Primo turno |  |  | Quarti di finale | Quarti di finale       | Quarti di finale       | Quarti di finale    | Quarti di finale    |     |   | Semifinali | Semifinali                      | Semifinali                      | Semifinali               | Semifinali               |   |   | Finale | Finale | Finale | Finale | Finale |  |
|  |             |                        |                        |             |             |  |  |                  |                        |                        |                     |                     |     |   |            |                                 |                                 |                          |                          |   |   |        |        |        |        |        |  |
|  | 1           | L Saville T Schoolkate | L Saville T Schoolkate | 7           | 6           |  |  |                  |                        |                        |                     |                     |     |   |            |                                 |                                 |                          |                          |   |   |        |        |        |        |        |  |
|  |             | B Bayldon M Chazal     | B Bayldon M Chazal     | 63          | 3           |  |  | 1                | L Saville T Schoolkate | L Saville T Schoolkate | 6                   | 6                   |     |   |            |                                 |                                 |                          |                          |   |   |        |        |        |        |        |  |
|  |             | Y Mochizuki M Ochi     | 2                      | 6           | [7]         |  |  |                  | H Moriya R Noguchi     | H Moriya R Noguchi     | 0                   | 3                   |     |   |            |                                 |                                 |                          |                          |   |   |        |        |        |        |        |  |
|  |             | H Moriya R Noguchi     | 6                      | 4           | [10]        |  |  |                  |                        |                        |                     |                     |     |   | 1          | L Saville T Schoolkate          | L Saville T Schoolkate          | 7                        | 6                        |   |   |        |        |        |        |        |  |
|  | 3           | C Puttergill D Sweeny  | C Puttergill D Sweeny  | 6           | 6           |  |  |                  |                        |                        | D Kelly MC Romios   | D Kelly MC Romios   | 5   | 3 |            |                                 |                                 |                          |                          |   |   |        |        |        |        |        |  |
|  |             | M Harper Z-Z Talic     | M Harper Z-Z Talic     | 3           | 3           |  |  | 3                | C Puttergill D Sweeny  | 6                      | 3                   | [7]                 |     |   |            |                                 |                                 |                          |                          |   |   |        |        |        |        |        |  |
|  |             | D Kelly MC Romios      | D Kelly MC Romios      | 7           | 6           |  |  |                  | D Kelly MC Romios      | 3                      | 6                   | [10]                |     |   |            |                                 |                                 |                          |                          |   |   |        |        |        |        |        |  |
|  |             | T Fancut B Walkin      | T Fancut B Walkin      | 64          | 4           |  |  |                  |                        |                        |                     |                     |     |   | 1          | Luke Saville Tristan Schoolkate | Luke Saville Tristan Schoolkate | 64                       | 4                        |   |   |        |        |        |        |        |  |
|  |             | D Sumizawa Y Takahashi | D Sumizawa Y Takahashi | 3           | 1           |  |  |                  |                        |                        |                     |                     |     |   |            |                                 | 2                               | Marc Polmans Max Purcell | Marc Polmans Max Purcell | 7 | 6 |        |        |        |        |        |  |
|  |             | S Sekiguchi Y Uchiyama | S Sekiguchi Y Uchiyama | 6           | 6           |  |  |                  | S Sekiguchi Y Uchiyama | 3                      | 6                   | [6]                 |     |   |            |                                 |                                 |                          |                          |   |   |        |        |        |        |        |  |
|  |             | A Taylor J Taylor      | A Taylor J Taylor      | 4           | 4           |  |  | 4                | S Hazawa Y Shimizu     | 6                      | 3                   | [10]                |     |   |            |                                 |                                 |                          |                          |   |   |        |        |        |        |        |  |
|  | 4           | S Hazawa Y Shimizu     | S Hazawa Y Shimizu     | 6           | 6           |  |  |                  |                        |                        |                     |                     |     |   | 4          | S Hazawa Y Shimizu              | S Hazawa Y Shimizu              | 68                       | 63                       |   |   |        |        |        |        |        |  |
|  |             | J McCabe E Winter'     | J McCabe E Winter'     | 7           | 6           |  |  |                  |                        | 2                      | M Polmans M Purcell | M Polmans M Purcell | 710 | 7 |            |                                 |                                 |                          |                          |   |   |        |        |        |        |        |  |
|  | PR          | Ja Delaney J jin       | Ja Delaney J jin       | 65          | 2           |  |  |                  | J McCabe E Winter      | J McCabe E Winter      | 2                   | 1                   |     |   |            |                                 |                                 |                          |                          |   |   |        |        |        |        |        |  |
|  |             | B Ellis A Walton       | B Ellis A Walton       | 1           | 3           |  |  | 2                | M Polmans M Purcell    | M Polmans M Purcell    | 6                   | 6                   |     |   |            |                                 |                                 |                          |                          |   |   |        |        |        |        |        |  |
|  | 2           | M Polmans M Purcell    | M Polmans M Purcell    | 6           | 6           |  |  |                  |                        |                        |                     |                     |     |   |            |                                 |                                 |                          |                          |   |   |        |        |        |        |        |  |